# Kenyon Martin Jr.
Kenyon Lee "KJ" Martin Jr. (Los Ángeles, California; 6 de febrero de 2001) es un baloncestista estadounidense que pertenece a la plantilla de los Utah Jazz de la NBA. Con 1,98 metros de estatura juega en la posición de alero.
Es hijo del exjugador de baloncesto que disputó quince temporadas y fue número 1 del Draft de la NBA de 2000, Kenyon Martin.

## Trayectoria deportiva

### Instituto
Martin Jr. asistió en su etapa de high school al Sierra Canyon School de Chatsworth (Los Ángeles), donde coincidió con los baloncestistas Scotty Pippen Jr. (hijo del exjugador Scottie Pippen) y Cassius Stanley. En su último año promedió promedió 16,7 puntos y 9,8 rebotes por partido, logrando su segundo título estatal consecutivo.
En un principio se comprometió a jugar baloncesto universitario con Vanderbilt, antes de optar por un año de posgrado en la IMG Academy. Finalmente decidió no ir a la universidad, y el 24 de marzo de 2020 anunció su intención de presentarse al Draft de la NBA.

### Profesional
Fue elegido en la quincuagésimo segunda posición del Draft de la NBA de 2020 por los Sacramento Kings. El 25 de noviembre fue traspasado a los Houston Rockets a cambio de una futura segunda ronda del draft y dinero. El 30 del mismo mes firmó un contrato por cuatro años con los Rockets.
Tras tres temporadas en Houston, el 1 de julio de 2023 fue traspasado a Los Angeles Clippers a cambio de dos futuras rondas del draft. Sin embargo, el 30 de octubre, y tras solo dos partidos disputados con los Clippers, es traspasado a Philadelphia 76ers junto a Nicolas Batum, Robert Covington y Marcus Morris, a cambio de James Harden, P. J. Tucker y Filip Petrušev.
En julio de 2024 renueva con los Sixers por dos temporadas.
El 5 de febrero de 2025 es traspasado a los Detroit Pistons. Varias horas después fue traspasado a Utah Jazz en un intercambio de cinco equipos, incluido Jimmy Butler a los Warriors.

## Estadísticas de su carrera en la NBA

### Temporada regular
| Año     | Equipo        | PJ  | PT | MPP  | %TC  | %3P  | %TL  | RPP | APP | ROB | TPP | PPP  |
| ------- | ------------- | --- | -- | ---- | ---- | ---- | ---- | --- | --- | --- | --- | ---- |
| 2020-21 | Houston       | 45  | 8  | 23.7 | .509 | .365 | .714 | 5.4 | 1.1 | .7  | .9  | 9.3  |
| 2021-22 | Houston       | 79  | 2  | 21.0 | .533 | .357 | .634 | 3.8 | 1.3 | .4  | .5  | 8.8  |
| 2022-23 | Houston       | 82  | 49 | 28.0 | .569 | .315 | .680 | 5.5 | 1.5 | .5  | .4  | 12.7 |
| 2023-24 | L.A. Clippers | 2   | 0  | 15.7 | .400 | .200 | .500 | 1.5 | .5  | 1.0 | .5  | 5.0  |
| 2023-24 | Philadelphia  | 58  | 2  | 12.3 | .544 | .304 | .538 | 2.2 | .9  | .3  | .2  | 3.7  |
| 2024-25 | Philadelphia  | 24  | 7  | 20.0 | .616 | .381 | .828 | 3.0 | .8  | .5  | .7  | 6.4  |
| 2024-25 | Utah          | 19  | 9  | 22.7 | .490 | .189 | .722 | 2.8 | 1.5 | .3  | .3  | 6.3  |
| Total   | Total         | 309 | 77 | 21.6 | .545 | .329 | .673 | 4.0 | 1.2 | .5  | .5  | 8.6  |

## Vida personal
Martin es hijo de Kenyon Martin, que disputó 15 temporadas en la NBA, y de Heather Martin.